# Kumpusaaret (ö i Norra Savolax, Norra Savolax, lat 63,25, long 26,71)
Kumpusaaret är en ö i Finland. Den ligger i sjön Pielavesi och i kommunen Pielavesi i den ekonomiska regionen  Övre Savolax ekonomiska region  och landskapet Norra Savolax, i den centrala delen av landet, 400 km norr om huvudstaden Helsingfors. Öns area är 5 hektar och dess största längd är 430 meter i sydöst-nordvästlig riktning.  Notera att namnet antyder att det är fråga om flera öar.